# Eddie Rabbitt
Eddie Rabbitt, geboren als Edward Thomas Rabbitt (Brooklyn, 27 november 1941 - Nashville, 7 mei 1998), was een Amerikaanse countryzanger en songwriter.

## Jeugd
Rabbitt groeide op in New Jersey. Op jeugdige leeftijd begon hij gitaar te spelen en componeerde hij zijn eerste nummers. Zijn levensonderhoud verdiende hij met gelegenheidsbaantjes en optredens in plaatselijke clubs. In 1968 verhuisde hij naar Nashville, waar hij vervolgens als songwriter werkte. Nadat Roy Drusky een van zijn nummers had opgenomen, kreeg hij een dienstverband bij een muziekuitgeverij. De doorbraak als songwriter kwam in 1970, toen Elvis Presley met Kentucky Rain en Ronnie Milsap met Pure Love de toppositie van de hitlijst bereikten. Kentucky Rain kreeg zelfs goud.

## Carrière
Nog in hetzelfde jaar tekende Rabbitt een platencontract bij Elektra Records. Al zijn eerste single haalde de hitlijst. In 1975 konden Forgive And Forget en I Should Have Married You zich in de top 10 plaatsen. Een jaar later behaalde hij met Drinkin' My Baby (Off My Mind) zijn eerste nummer 1-hit. Door de Academy of Country Music werd hij onderscheiden als beste mannelijke getalenteerde zanger. Er volgden verdere top 10-klasseringen, totdat hij in 1978 een reeks van drie opeenvolgende nummer 1-hits had, waaronder Every Which Way But Loose, de titelsong van de gelijknamige speelfilm van Clint Eastwood. Vanwege zijn verbinding met de popmuziek kreeg hij in het countrycircuit niet altijd waardering.
Zijn succesperiode ging ook verder tijdens de jaren 1980. In het bijzonder tijdens de eerste helft van het decennium werden hoge verkoopcijfers genoteerd. Rocky Mountain Music, I Love a Rainy Night en Drivin' My Life Away bereikten hoge noteringen in de pophitlijst (plaats 27 Top 40 en Alarmschijf). Ook zijn composities bleven verder gevraagd. Hij kreeg onderscheidingen als country-, pop- en cross-over-muzikant. In 1982 bereikte zijn duet met Crystal Gayle de toppositie van de countryhitlijst. In hetzelfde jaar wisselde hij naar Warner Bros. Records en drie jaar later naar RCA Records. Hij maakte verdere tophits, zoals in 1986 het duet Both to Each Other (Friends and Lovers) met Juice Newton. Eind jaren 1980 concentreerde hij zich op de meer traditionele countrymuziek. De dagen van de countrypop waren voorbij. Zijn laatste nummer 1-hit had hij in 1990 met On Second Thought. Hij verscheen daarna nog enkele keren in het middengebied van de hitlijst en concentreerde zich uitsluitend op tournees en concert-optredens.

## Overlijden
In 1997 kreeg Eddie Rabbitt longkanker. Hij overleed op 7 mei 1998 op 56-jarige leeftijd aan de gevolgen daarvan. In hetzelfde jaar werd hij postuum opgenomen in de Nashville Songwriters Hall of Fame.

## Discografie

### Albums
- 1975: Eddie Rabbitt! (Elektra Records)
- 1976: Rocky Mountain Music (Elektra Records)
- 1976: Rabbitt (Elektra Records)
- 1978: Variations (Elektra Records)
- 1979: Loveline (Elektra Records)
- 1980: Horizon (Elektra Records)
- 1981: Step By Step (Elektra Records)
- 1983: Radio Romance (Elektra Records)
- 1983: Greatest Hits Volume II
- 1984: Best Years Of My Life (Warner Bros. Records)
- 1986: Rabbitt Trax (RCA Records)
- 1988: I Wanna Dance With You (RCA Records)
- 1990: Jersey Boy (Capitol Records)
- 1991: Ten Rounds

- Bibsys: 4024264
- Biblioteca Nacional de España: XX1032406
- Bibliothèque nationale de France: cb13898761w (data)
- Gemeinsame Normdatei: 134490487
- International Standard Name Identifier: 0000 0000 5926 7165
- Library of Congress Control Number: n91069499
- MusicBrainz: 486d04cf-355f-4afb-a694-a895918c45ac
- Nationale Bibliotheek van Tsjechië: xx0067668
- Nederlandse Thesaurus van Auteursnamen: 100437702
- Istituto Centrale per il Catalogo Unico: DDSV028499
- Virtual International Authority File: 66652845
- WorldCat: E39PBJwRRYddgwyRFKDdXDhrbd